# Tanyproctus persicola
Tanyproctus persicola är en skalbaggsart som beskrevs av Edmund Reitter 1909. Tanyproctus persicola ingår i släktet Tanyproctus och familjen Melolonthidae. Inga underarter finns listade i Catalogue of Life.